# Akher Youm
Akher Youm (international: The last day) ist ein ägyptischer Dokumentarfilm von Mahmoud Ibrahim aus dem Jahr 2025.

## Inhalt
In Jerusalem werden Wohnhäuser in einem palästinensischen Viertel abgerissen. Ziad und Moody räumen deshalb ihre Wohnung, während sie im Fernsehen Aufnahmen der Aktion sehen.

## Produktion
Regisseur Ibrahim ist mit den Protagonisten befreundet und half ihnen beim Umzug. Dabei kam ihm die Idee, den Umzug filmisch festzuhalten. Es entstanden 30 Minuten Rohmaterial. Die beiden Protagonisten sind keine Brüder und agierten teilweise zu Regieanweisungen.
Der Film wurde bereits 2024 aufgeführt und wurde auf der Berlinale 2025 in der Sektion Forum Expanded gezeigt.